# دلیک‌یارقان
دلیک‌یارقان مرکز دهستان قشلاق غربی و روستایی از توابع بخش بران شهرستان اصلاندوز استان اردبیل در ایران است.

## جمعیت
براساس سرشماری عمومی نفوس و مسکن در سال ۱۳۹۵، جمعیت این روستا برابر با ۲۹۵ نفر (۹۰ خانوار) بوده‌است.